# Vingerafdrukherkenning
Vingerafdrukherkenning is het automatische proces waarmee men een vingerafdruk van een persoon vergelijkt met de aanwezige vingerafdrukken in een databank.

## Gebruik
Door een toenemende ongerustheid van veiligheidsdreigingen zijn er verschillende nieuwe manieren ontwikkeld om de bescherming van gebouwen, software, hardware en dergelijke te garanderen. Een daarvan is biometrie, het identificeren van mensen op basis van persoonsgebonden lichamelijke kenmerken. Een vorm van biometrie is het gebruik van de vingerafdruk. Omdat elke vingerafdruk andere eigenschappen bevat is dit een van de meest voorkomende en effectieve toepassingen in biometrie. Het gebruik van vingerafdrukherkenning doet veel mensen denken aan de schending van de privacy. Toch wordt de methode in steeds meer toepassingen gebruikt, zoals in laptops, mobiele telefoons, alarmsystemen en domotica.

## Herkenningspunten
Er zijn al verschillende algoritmen ontwikkeld maar de meeste zijn gebaseerd op de twee meest voorkomende baanherkenningen: minutiae en patronen.

## Patronen

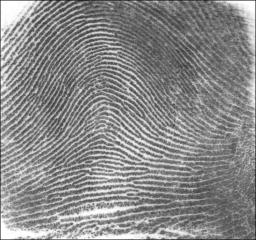
Boogpatroon

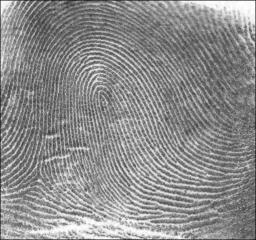
Luspatroon

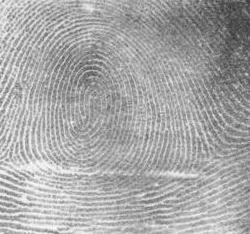
Draaiingpatroon

De drie basispatronen van een vingerafdruk zijn het boogpatroon, het luspatroon en het draaiingpatroon.
- Bij het boogpatroon gaan de banen van de vingerafdruk langs de ene zijde binnen. Ze vormen in het midden een verbreding en gaan dan via de andere zijde terug.
- De banen van het luspatroon komen langs één zijde van de vingerafdruk binnen. Hierop maken ze een lus waardoor ze langs dezelfde zijde terug naar buiten gaan.
- Wanneer de banen een cirkel vormen in het midden van de vingerafdruk is het een draaiingpatroon.

### Afgeleide patronen
Door het beschrijven van de eigenschappen van de patronen kunnen er meerdere verschillen worden gehanteerd bij de analyse van een vingerafdruk.
Enkele voorbeelden:
- gewone boog
- uitgestrekte boog
- rechtse lus
- linkse lus
- dubbele lus
- accident (mengeling van verschillende patronen)
- kleine draaiing
- gewone draaiing

### Minutiae
De meestgebruikte minutiae van vingerafdrukbanen zijn: baaneinde, baansplitsing, korte baan, sluiting en eiland.
- Het punt waar een baan stopt noemt men het baaneinde.
- De baansplitsing is het punt waar een baan splitst.
- Een klein stukje baan of stip noemt men een korte baan.
- Wanneer een baan zich opsplitst en daarna weer wordt samengevoegd spreken we van een sluiting.
- Een baan die tweemaal onderbroken is op een kort stuk noemt men een eiland. Hier wordt de verwijzing gedaan naar het kleine tussenstuk.

## Vergelijking
Met al de bovenstaande elementen kan een begin worden gemaakt met een analyse van een vingerafdruk. Hiervoor zijn verschillende methodes. Afhankelijk van de gebruikte methode zullen de fouten in de herkenning variëren. Algemeen gezien werken de meeste met juistheid van 98%. Hieronder worden voorbeelden gegeven van veel voorkomende vergelijkingen.

### Afstandsmethode
Bij deze methode worden verschillende punten in de afdruk gedefinieerd door middel van de bovenstaande herkenningspunten. Van deze punten worden de afstanden vastgesteld tegenover een Reference Point of een Core Point. De vaststellingen van deze afstanden worden vastgelegd als een sjabloon in een systeemdatabank voor een volgende herkenning. Als iemand toegang wil verkrijgen zal het systeem de vingerafdruk van deze persoon analyseren. Het systeem zal dan de verschillende afstanden vergelijken met de systeemdatabase. Als het systeem een vingerafdruk vindt met een acceptance rate rond 1 en een rejection rate rond 0 zal de gebruiker toegang worden verleend. Anders zal het systeem de toegang verbieden, ook als deze toch in het systeem aanwezig is.

### Huffmancodering
Hier wordt de binaire code van de vingerafdrukafbeelding gecomprimeerd door gebruik te maken van Huffmancodering. Hiervan kom een unieke vector. Deze vector wordt dan vergeleken met andere opgeslagen vectoren die afkomstig zijn van de vingerafdrukken die zijn opgeslagen in de systeemdatabase. Bij deze methode is de plaatsing van de vingerafdruk van essentieel belang. Wanneer de vingerafdruk verdraait of vergroot dan zal de vector verschillen van de afdruk in de systeemdatabase. Maar wanneer men altijd gebruikmaakt van dezelfde vingerafdruklezer is dit een effectieve toepassing.